# Boris Delaunay
Boris Nikolaevich Delaunay (em russo:  Борис Николаевич Делоне; São Petersburgo, 15 de março de 1890 — Moscou, 17 de julho de 1980) foi um matemático russo.
Um de seus antepassados foi Bernard-René Jordan de Launay, o último comandante da Bastilha.
Estudou na Universidade de Kiev, de 1909 a 1913, onde doutorou-se. A partir de 1916 foi docente na Escola Politécnica de Kiev e desde 1922 professor em Leningrado. Em 1935 foi professor em Moscou, onde trabalhava desde 1932 no Instituto de Matemática Steklov.
Apresentou em 1934 a triangulação de Delaunay.

## Obras
- «Zur Bestimmung algebraischer Zahlkörper durch Kongruenzen; eine Anwendung auf die Abelschen Gleichungen.», 1923, Journal für reine und angewandte Mathematik, 152. Band, S. 120-124
- «Vollständige Lösung der unbestimmten Gleichung X3q + Y3 = 1 in ganzen Zahlen», 1928, Mathematische Zeitschrift, 28. Band, S. 1-9